# Дошков Микола Олександрович
Микола Олександрович Дошков (30 травня 1948, місто Грем'ячинськ Молотовської області, тепер Пермського краю, Російська Федерація) — радянський діяч, бригадир обрубників ливарного цеху Мінського виробничого об'єднання з випуску протяжних та відрізних верстатів імені Кірова Білоруської РСР. Член ЦК КПРС у 1990—1991 роках.

## Життєпис
У 1966 році закінчив середню школу в смт. Крупки Мінської області.
У 1966—1967 роках — монтажник мостобудівного району № 2 міста Мінська.
З 1967 по 1969 рік служив у Радянській армії.
У 1970—1979 роках — формувальник Мінського верстатобудівного заводу імені Кірова.
Член КПРС з 1977 року.
З 1979 року — бригадир обрубників ливарного цеху Мінського виробничого об'єднання з випуску протяжних та відрізних верстатів імені Кірова.
Подальша доля невідома.